# Clã Campbell
O Clã Campbell é um clã escocês da região das Terras Altas, do distrito de Argyll, Escócia.
O atual chefe é Torquhil Campbell, 13.º Duque de Argyll.